# Shala e Bajgorës

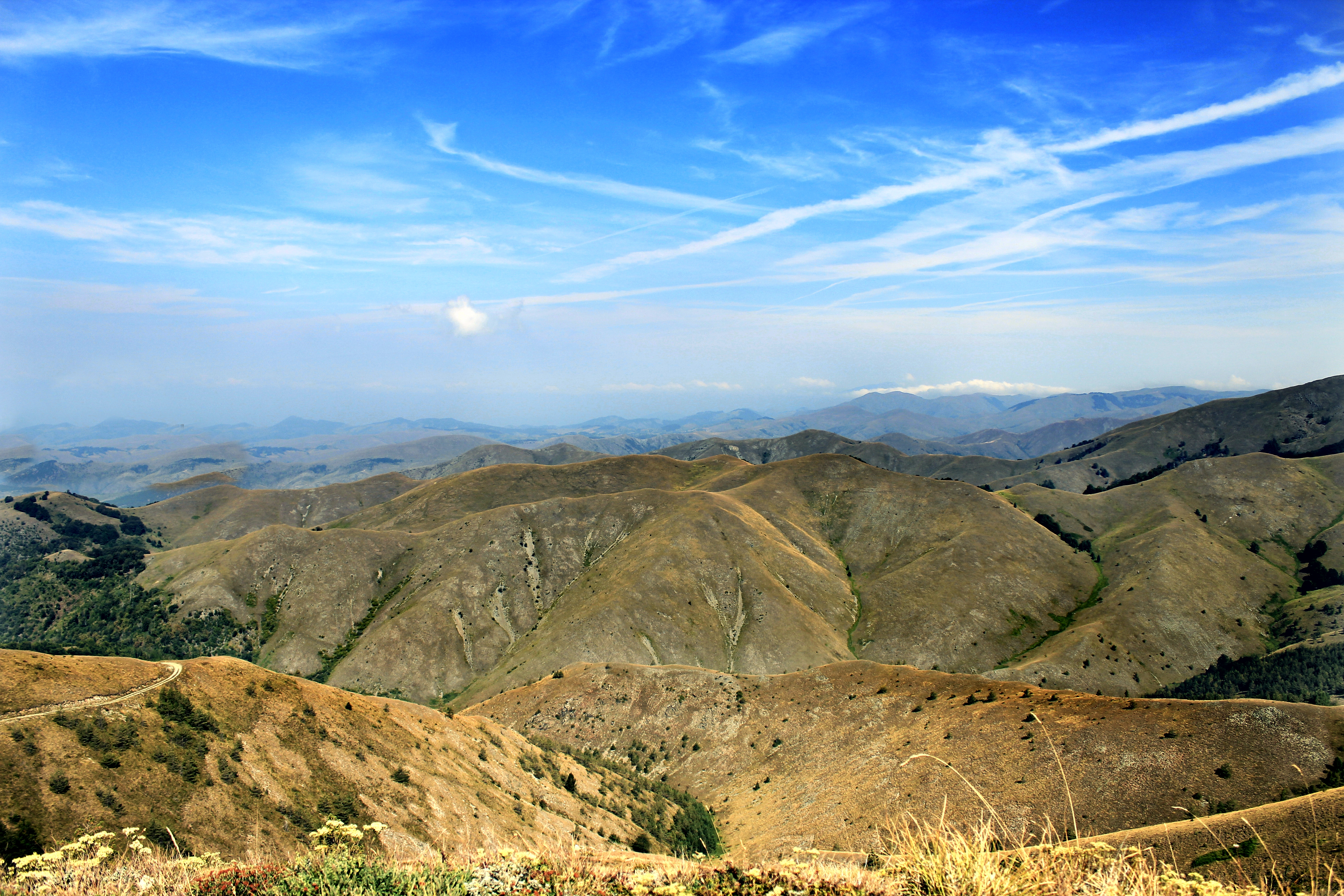

Shala e Bajgorës är ett bergsområde i Kosovo som ligger norr om Mitrovica mellan floderna Ibër och Llap och vid foten av bergskedjan Kopaonik. Regionens centrum är Bajgora som har cirka 1 000 invånare. Området har alltid varit känt för sina natur- och jordbrukstillgångar och har brukats av illyrerna, romarna, slaverna och andra folk.

## Etymologi
Namnet kommer från de albanska och serbiska språken. Ordet Shala betyder sadel på albanska och kommer av Shalaklanen som migrerade till regionen från norra Albanien under 1700-talet. Gora betyder skog eller berg på serbiska.

## Historia
Shala e Bajgorës har genom historien alltid varit känt för sina natur- och jordbrukstillgångar inklusive guld, silver och brons. Under romarriket skedde gruvdrift i regionen och gruvstaden Municipium Dardanicum eller Municipium Dardanorum anlades på 100-talet. Ruiner från denna stad står än idag i Soqanice strax utanför Shala. Under senantiken på 400-talet byggde illyrerna en fästning i byn Rashan. Fästningen låg vid en viktig strategisk punkt och skyddade tillsammans med slottet i Zvecan regionens gruvor och mineraler. Fästningen var omgiven av tre murar som var cirka 2 meter tjocka, 2–3 meter höga och hade fyra vakttorn. I byn Gumunishta nära Rashan har man hittat ett altare från antiken.
Genom arkeologiska utgrävningar har man hittat flera små städer eller byar från medeltiden i Vidishiq, Rashan, Zaselle och Mazhiq. På 1200-talet började tyskar jobba som gruvarbetare i Trepça och i början på 1300-talet lät man bygga en katolsk kyrka åt dem. Kyrkan står än idag men är i ruiner och det enda som står kvar är den huvudsakliga delen. På 1400-talet började även folk från Dubrovnik och Venedig bosätta sig i närheten för att arbeta som gruvarbetare eller handla och sälja malm.

### Osmanska riket
Efter att osmanerna tagit över Kosovo upprätthöll man gruvdriften, men begränsade exporten och handeln med västländerna. Så småningom började muslimska familjer flytta in till regionen och vid slutet av 1500-talet var de runt 21 hushåll. Samma århundraden byggde man en moské i Maziq som fortfarande finns kvar men är i ruiner. På 1600-talet sjönk produktionen drastiskt i Trepçagruvorna och många började lämna området. Efter det stora turkiska kriget (1683–1699) lämnade nästan alla invånare regionen och flydde norrut antingen till Ungern eller Belgrad. Efter denna utvandring flyttade fyra albanska klaner från Shala i norra Albanien till området och gav det dess namn. Under Serbiens expansion av Jablanica, Toplica och Niš 1877–78 flydde cirka 50 000–100 000 albaner till Kosovo, Nordmakedonien och Osmanska riket. Några av dessa flydde till Shala och grundade byar som Magjera och Bajra. Efter osmanernas förlust mot Ryssland i kriget 1877–1878 undertecknades San Stefanofördraget den 3 mars 1878. Det betydde att albanska områden inom Osmanska riket skulle överträdass till Bulgarien, Serbien och Montenegro. För att kunna stå emot grannländerna träffades albanska delegater från alla håll i landet i Prizren och grundade Prizrenförbundet. Även representanter från Shala deltog. Under denna tid gick en ung Isa Boletini med i förbundet och stred i flera slag, bland annat slaget vid Slivova 1881. Boletini kom senare, tillsammans med sina män från Shala, att spela en viktig roll för Albaniens självständighetsförklaring 1912.

### Kungariket Jugoslavien

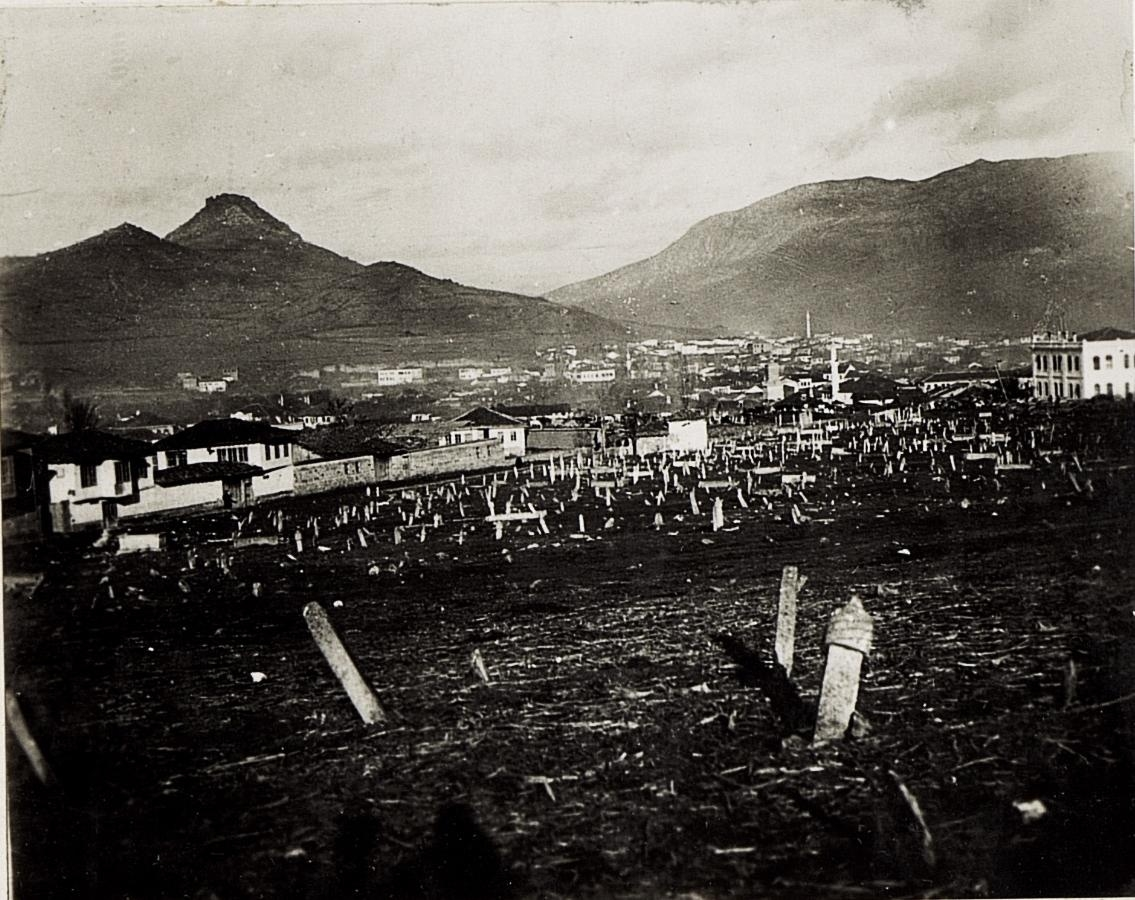
Foto tagen på Mitrovica åren mellan 1914 och 1918 med Shala bergen i bakgrunden åt höger.

Under Balkankrigen utökade Serbien sitt territorium och tog det mesta av Kosovo. Efter Londonfördraget 1913 delades Kosovo i två delar, västra delen gavs till kungariket Montenegro och östra delen samt Shala gavs till kungariket Serbien. Efter första världskriget blev regionen en del av kungariket Jugoslavien efter att kungariket Serbien gått samman med den endast två månader gamla Sloveners, kroaters och serbers stat. Från 1912 fram till 1941 led invånarna i Shala, som hela den albanska befolkningen i Kosovo, svårt under deras styre. Under denna tid försökte Serbien kolonisera Kosovo genom att förflytta albaner och ersätta dem med serber från olika delar av Jugoslavien. Hundratusentals kosovoalbaner fördrevs och ersattes av kolonialister. I Shala lyckades man dock inte fördriva invånarna på grund av att terrängen i regionen var svår att inta. Men förtrycket som rådde mot albaner under detta styre ledde till att några familjer lämnade Shala på grund av fattigdom och flyttade till Turkiet.
År 1926 köpte det engelska företaget Selection Trust rättigheterna till gruvdrift från Radomir Pasic. Fyra år senare grundades Trepca Mines Ltd. som bedrev gruvarbete fram till Nazitysklands ockupation av landet. 1935 gjorde man en vinst på 200 000 pund och stod för 91 procent av Kosovos zinkproduktion. Man byggde en koloni där engelska och ryska arbetare bodde. Husen finns kvar och området har fortsatt att kallas kolonin av lokalbefolkningen. I april 1941 ockuperade Nazityskland Jugoslavien. Man delade Jugoslavien i flera delar och nästan hela Kosovo gavs till Albanien som under denna tid var ockuperat av Italien, Tysklands allierade. På grund av gruvfyndigheterna höll tyskarna Mitrovica, Vushtrri och Shala-området för sig själva och de ingick i den serbiska delen. Under tyskarna producerade man cirka 500 ton bly och zink per dag. Albanerna såg den tyska ockupationen som en lättnad eftersom man hade lidit mycket under Jugoslaviens styre. Den 21 april 1941 hölls ett möte med albanska och tyska representanter i Mitrovica och man kom överens om att två gendarmerier skulle grundas, ett i Mitrovica med Pajazit Boletini som befälhavare och ett i Shala med Ahmet Selaci som ledare. Efter grundandet av gendarmeriet utkämpades flera slag i Shala, Koloashin och i Novi Pazar mot tjetikerna och kommunisterna. Efter tyskarnas uttåg från Kosovo fortsatte styrkorna från Shala att strida fram tills 1947 då deras ledare Ahmet Selaci, Bislim Bajgora och Ukshin Kovaqica fallit i strid mot kommunisterna.

### Jugoslavien
Under det kommunistiska styret var livet svårt för invånarna i Shala och många levde i fattigdom, speciellt under åren efter andra världskriget. Få investeringar gjordes i regionen förutom i Trepcagruvan och nästan alla vägar var grusvägar. I slutet på 50-talet och början på 60-talet lämnade många sina byar efter att ha fått jobb i Trepcagruvorna och flyttade till nya lägenheter i Stan Tërg och i Tunnel i Parë som gavs gratis till arbetarna. Från 70-talet och framåt efter Mitrovicas ekonomiska uppsving lämnade många regionen och flyttade till staden. 
1974 infördes en ny konstitution i Jugoslavien och Kosovo fick nästan samma status som de andra delrepublikerna i Jugoslavien. Kosovo hade nu vetorätt i parlamentet och kunde driva albanskspråkiga skolor från lågstadiet upp till universitetet. Men albanerna var inte nöjda med den nya konstitutionen och ville ha samma rättigheter som de andra republikerna. Efter Titos bortgång bröt det ut demonstrationer i Pristina vilket blåste nytt liv i konflikten mellan albaner och serber. Den 28 mars 1989, efter att Serbien röstat igenom en konstitutionell förändring som begränsade Kosovos autonomi, inledde gruvarbetarna en hungerstrejk i Trepca. Genom strejken ville arbetarna få serbiska myndigheter att riva upp beslutet och krävde samtidigt att Kosovo skulle få status som republik. Som svar på demonstrationen infördes undantagslagar vilket gjorde att styret i Belgrad kunde operera fritt, vilket resulterade i massavskedanden och tusentals fängslade. Under denna tid lämnade många invånare regionen och flydde utomlands.

## Geografi och transport

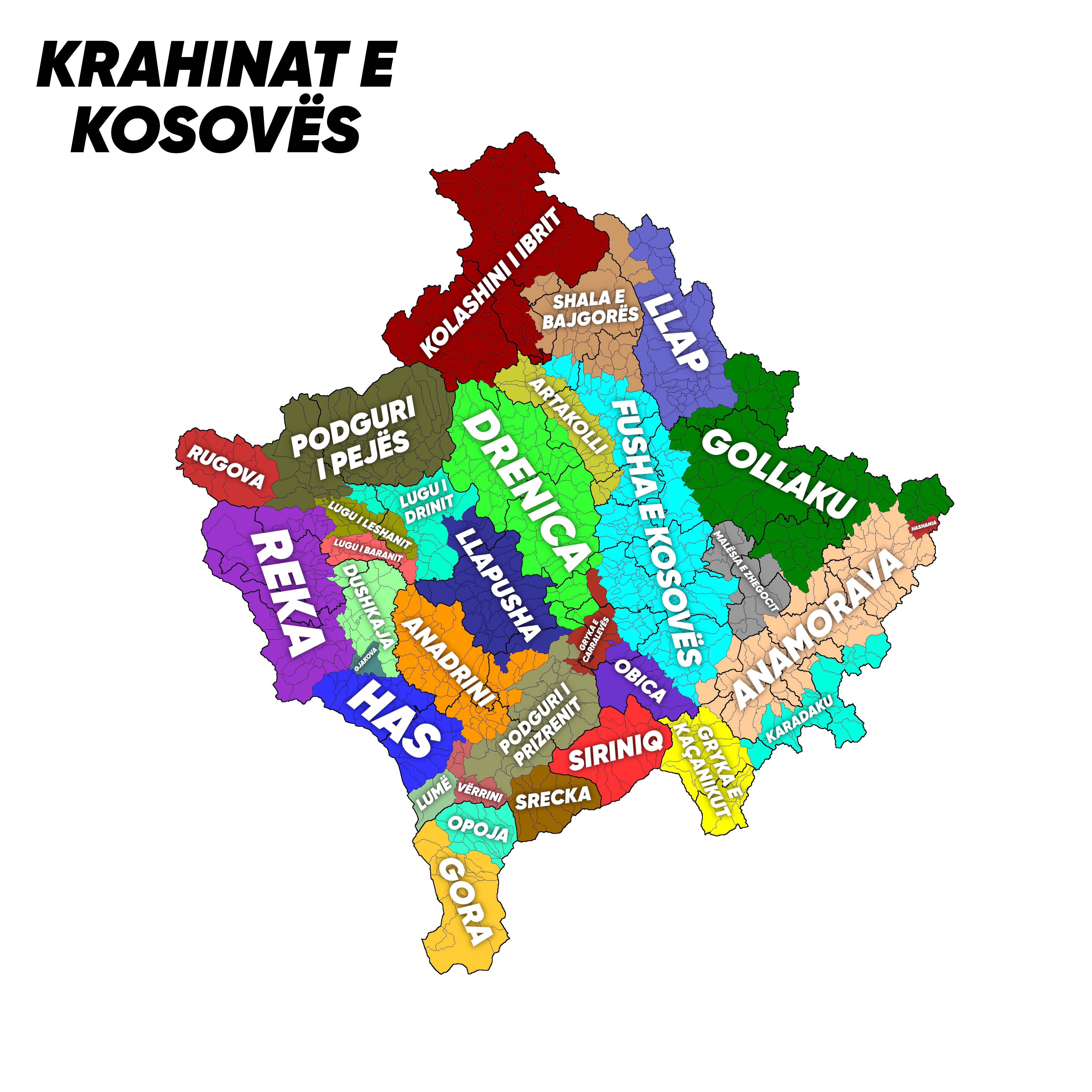
Shala e Bajgorës i brunt.

Shala e Bajgorës ligger norr om Mitrovica i södra delen av Kopaonik bergskedjan och ligger mellan floderna Ibër och Llap. Shala gränsar med kolashin regionen i väst och norr, Fushë Kosova i syd och Llap i öst. Regionen ligger i fem kommuner Mitrovica, Leposaviq, Zveçan, Vushtrri och Besiana. Bajgora som är regionens centrum har cirka 1 000 invånare medan hela Shala har 10 000. Högsta berget i Shala är Maja e Bajrakut som ligger 1 789 meter över havet.
Shala har bara en huvudväg som går från Shupkovc i Mitrovica och fortsätter österut till regionens utkant vid Kacandoll och fortsätter nedåt mot Besiana. Det går regelbundet bussar till regionen som stannar i tuneli i Parë, Stan tërg och Bajgora. Även minibussar och taxi kör den vägen.

### Regionens byar
1. Bajgora
2. Bajra
3. Bahtiri
4. Bërzancë
5. Bistrica
6. Boletini
7. Borçan
8. Boshlan
9. Ceraja
10. Cecelia
11. Cërnusha/strana
12. Dedia
13. Gumnishta
14. Kaçandoll
15. Karaça
16. Kovaçica
17. Koshtova
18. Kurillova
19. Kutlloci
20. Lipa
21. Lisica
22. Magjera
23. Mazhiqi
24. Melenica
25. Ofqari
26. Rahova
27. Rashan i Epërm
28. Rashan i Poshtëm
29. Reka
30. Rrëzhana
31. Selaci
32. Skroma
33. Skoçan
34. Sllakofci
35. Shlivovica
36. Stantërgu - Qytetza
37. Stantërgu - Fshati
38. Tërstena
39. Tuneli i Parë
40. Vesekofci
41. Vidishiqi
42. Vllahia
43. Zabërgja
44. Zasella
45. Zijaça
46. Zhazha

## Turism

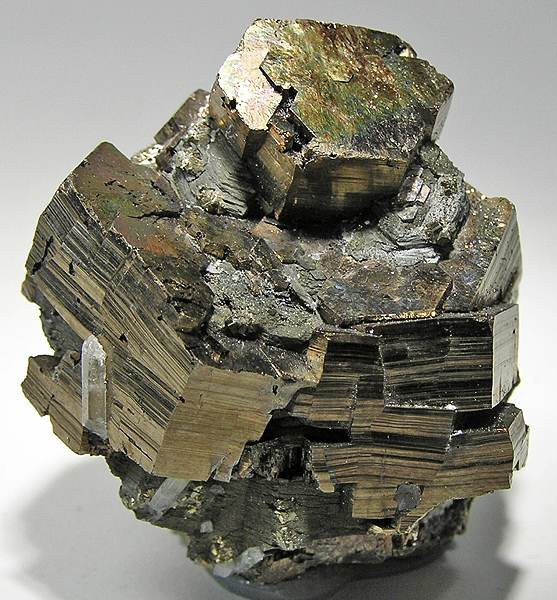
Kristall från museet.

Shala är ett populärt turistområde i Kosovo tack vare sitt goda klimat och naturliga miljö. Sedan självständighetsförklaringen 2008 har man gjort flera investeringar för att locka turister till regionen. I Stan Tërg finns ett museum från 1965 som fortfarande är igång med cirka  1 800 utställda mineralprover.

## Personer
- Isa Boletini - krigare
- Ahmet Selaci - politiker/krigare
- Ukshin Kovaçica - krigare
- Bislim Bajgora - krigare
- Rrahman Dedaj - poet
- Jakup Ceraja - poet
- Xhevdet Peci - boxare
- Rahim Ademi - general
- Lulzim Peci - politiker
- Faton Peci - politiker
- Teuta Kurti - sångerska
- Dj Dagz - sångare
- Blero - sångare
- Laura Fazliu - judoka
- Melinda Ademi - sångerska

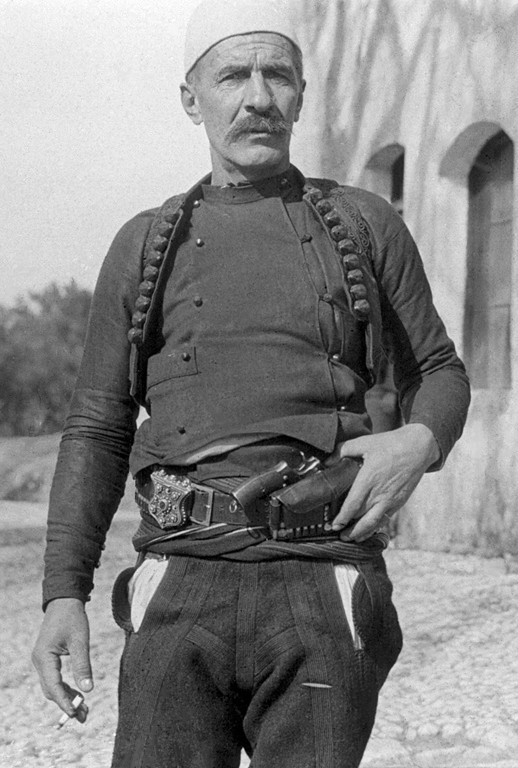
Isa Boletini

- Adnan Dibrani - politiker och riksdagsledamot i Sverige
- Baton Zabërgja - fotbollsspelare

## Galleri

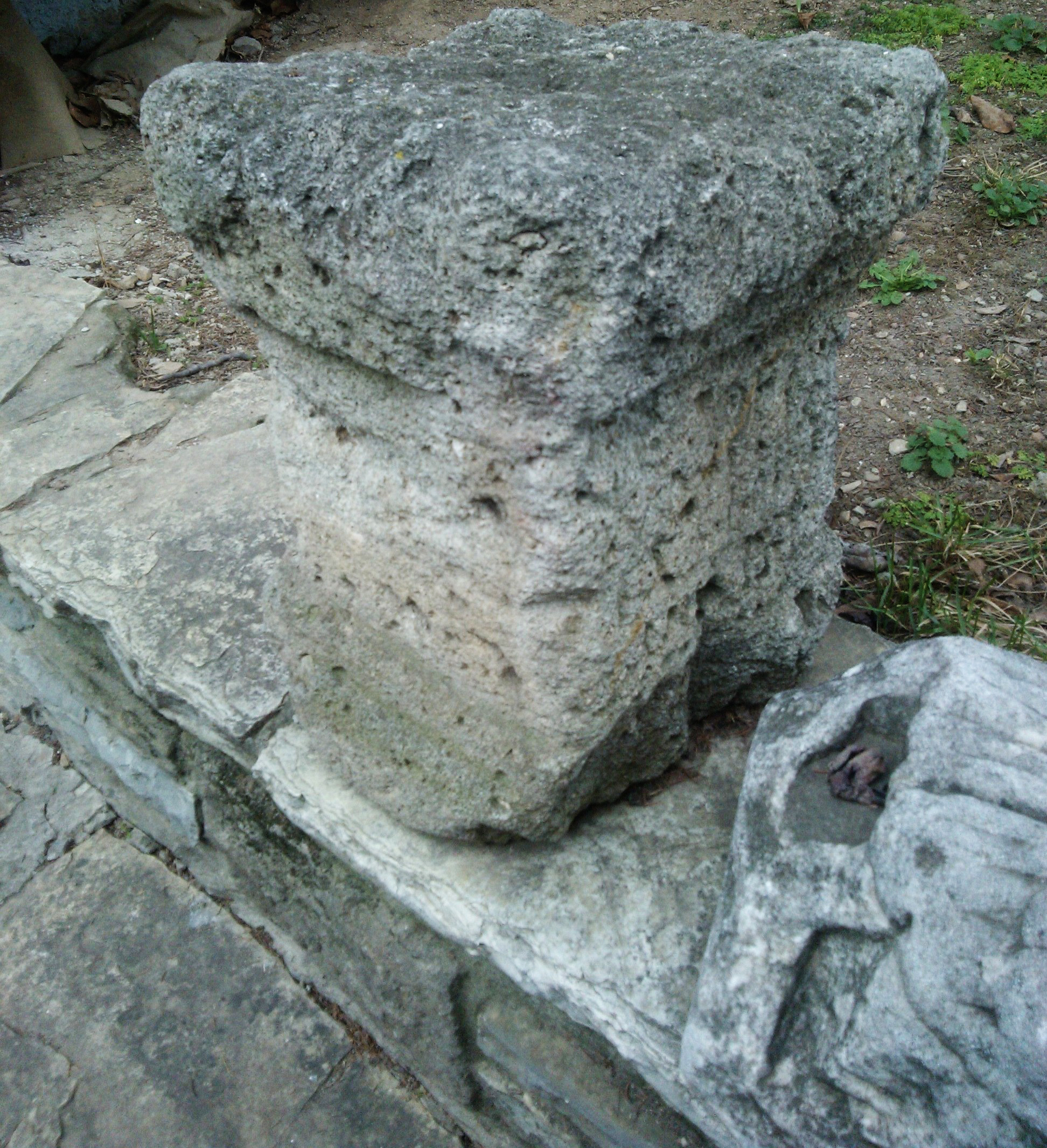
Altare hittat i Gumnishta.
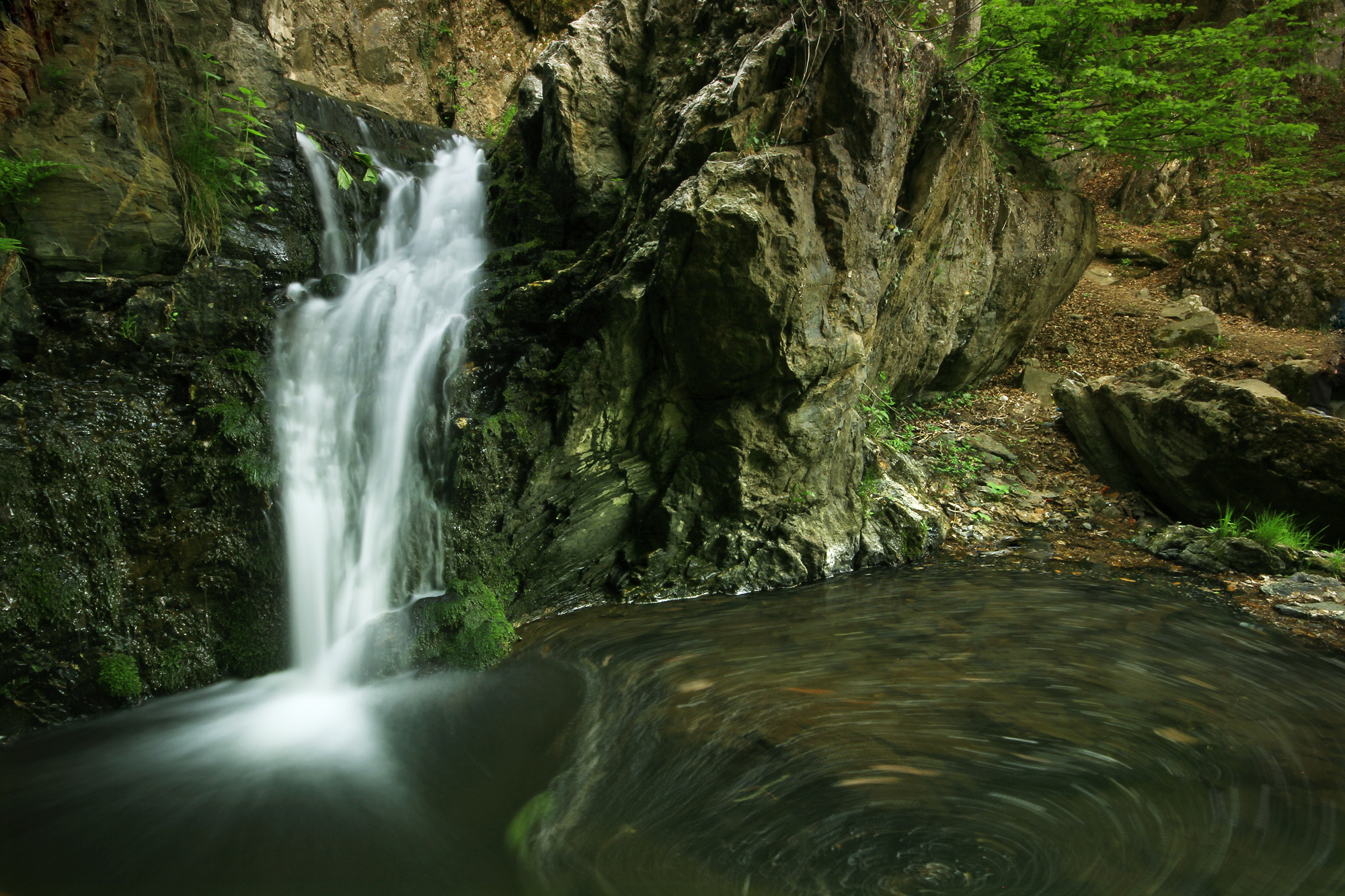
Vattenfall i Shala e bajgores.
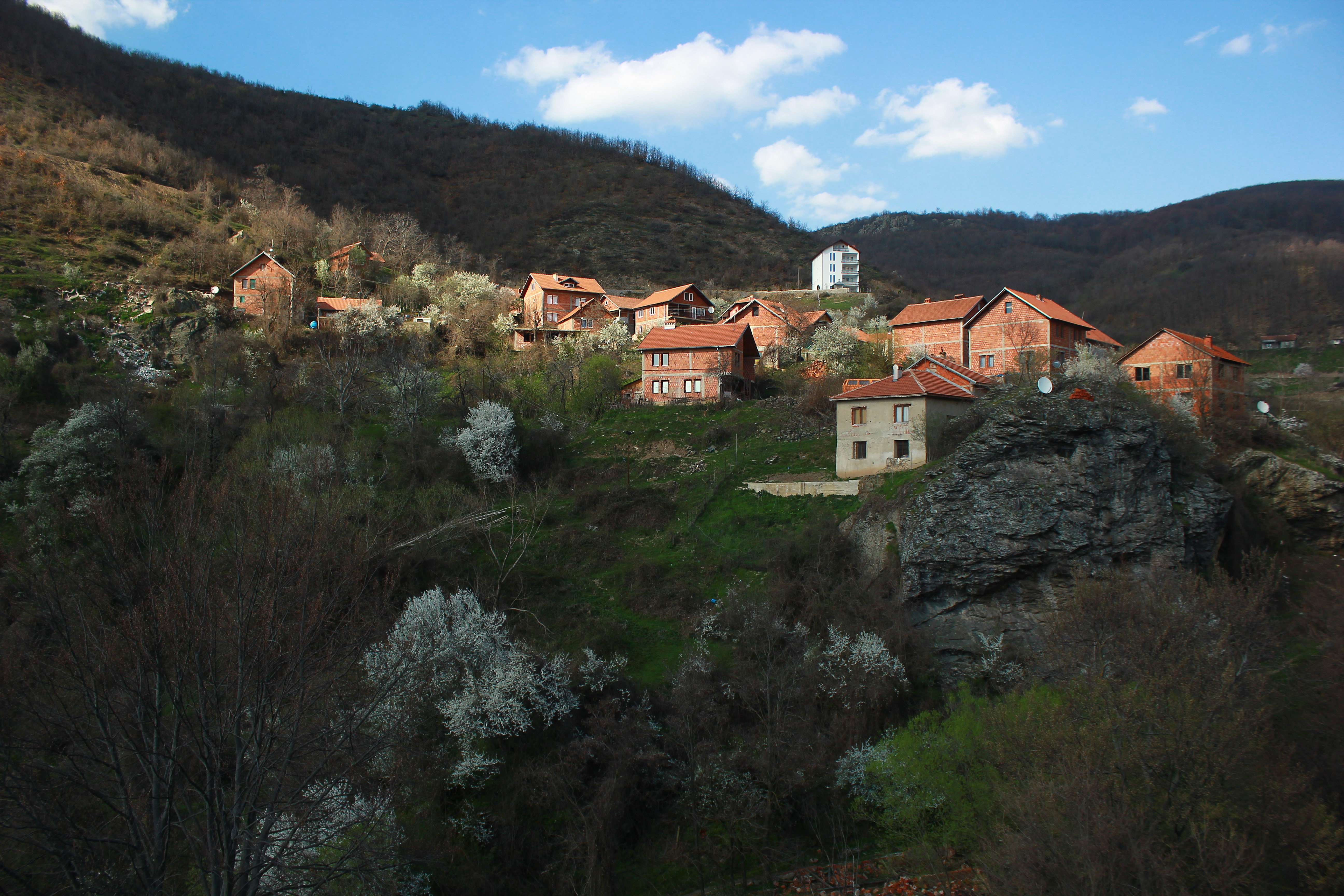
Stan Tërg.
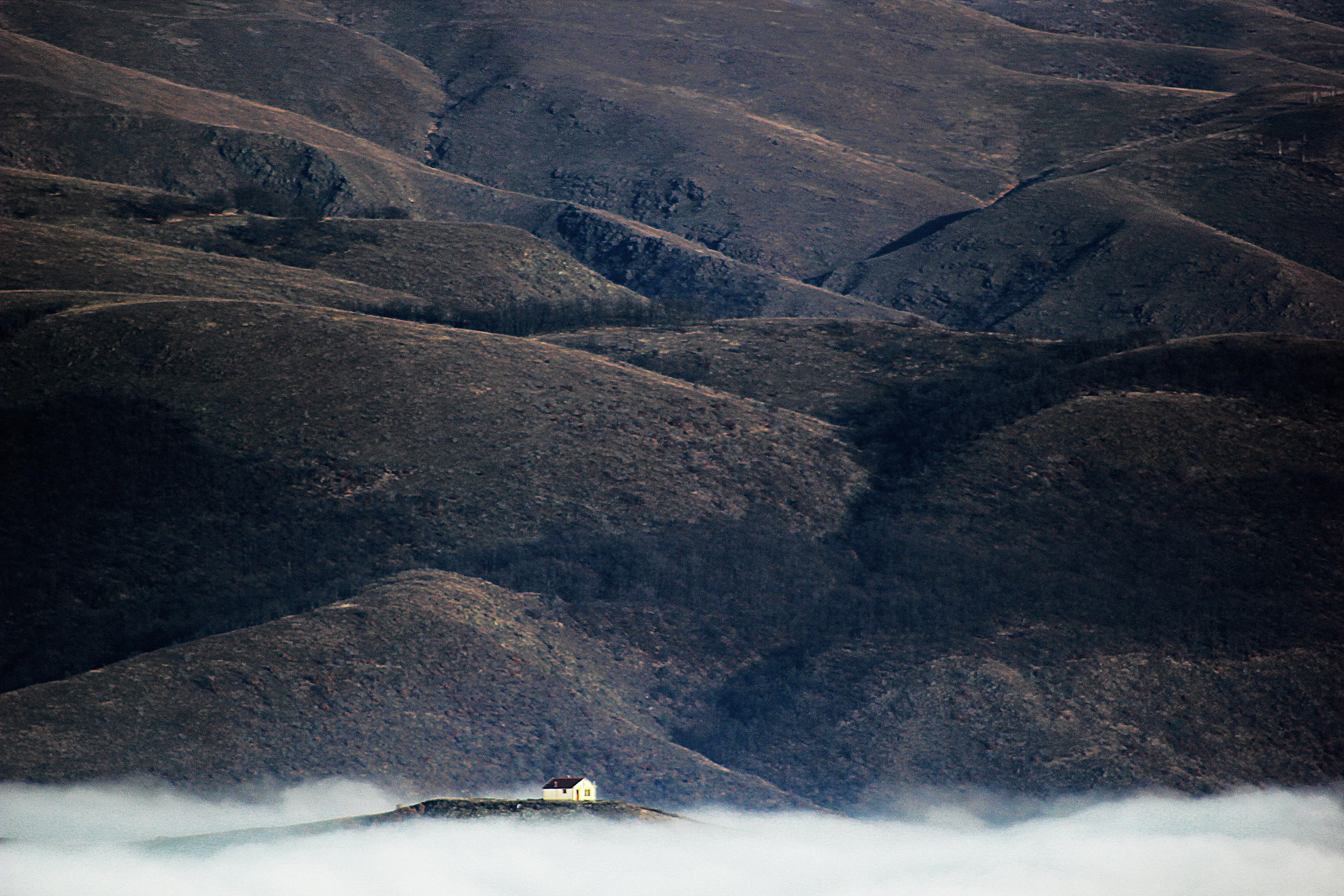
Foto taget 2013.
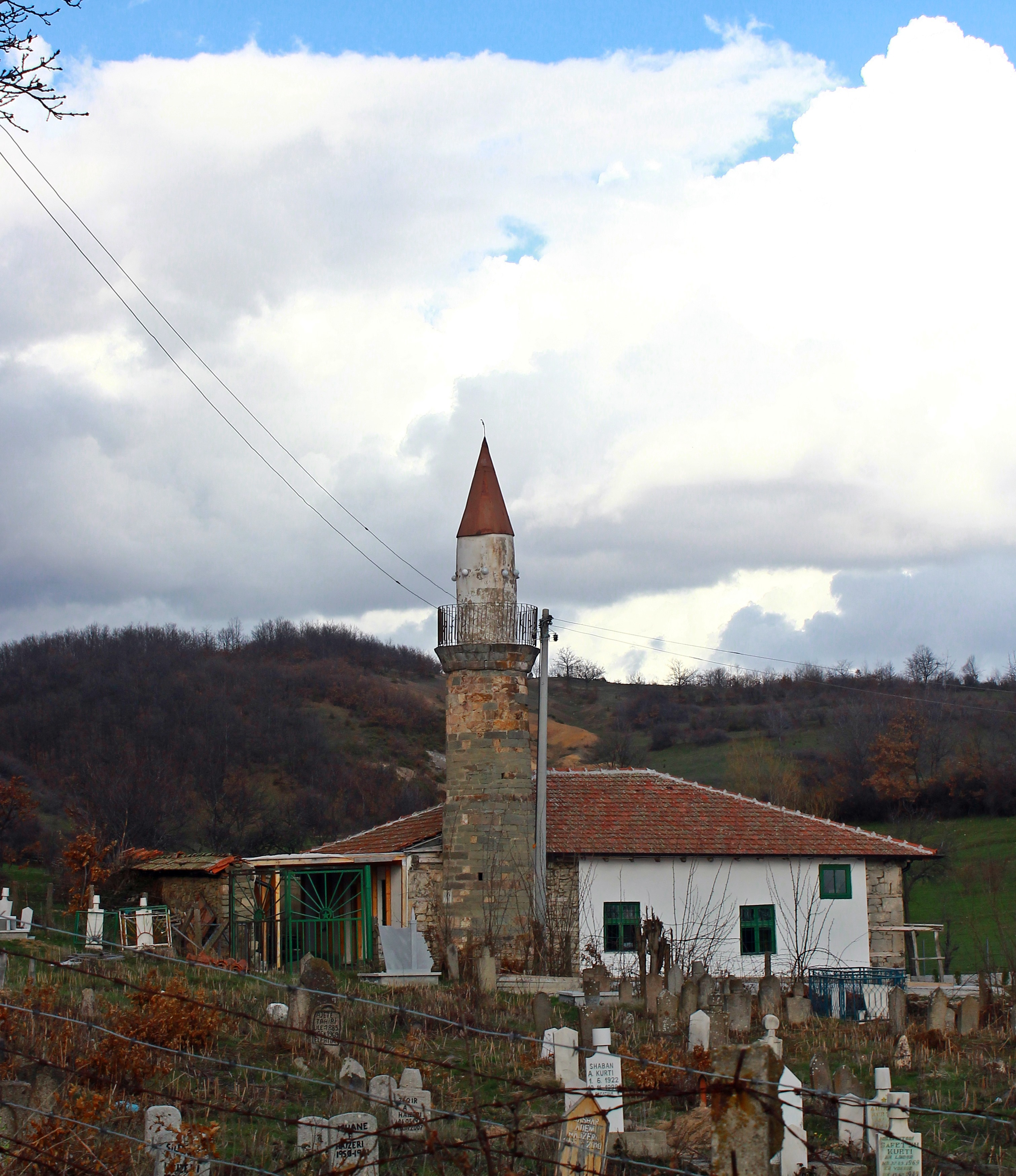
Moské i byn Vllahia.
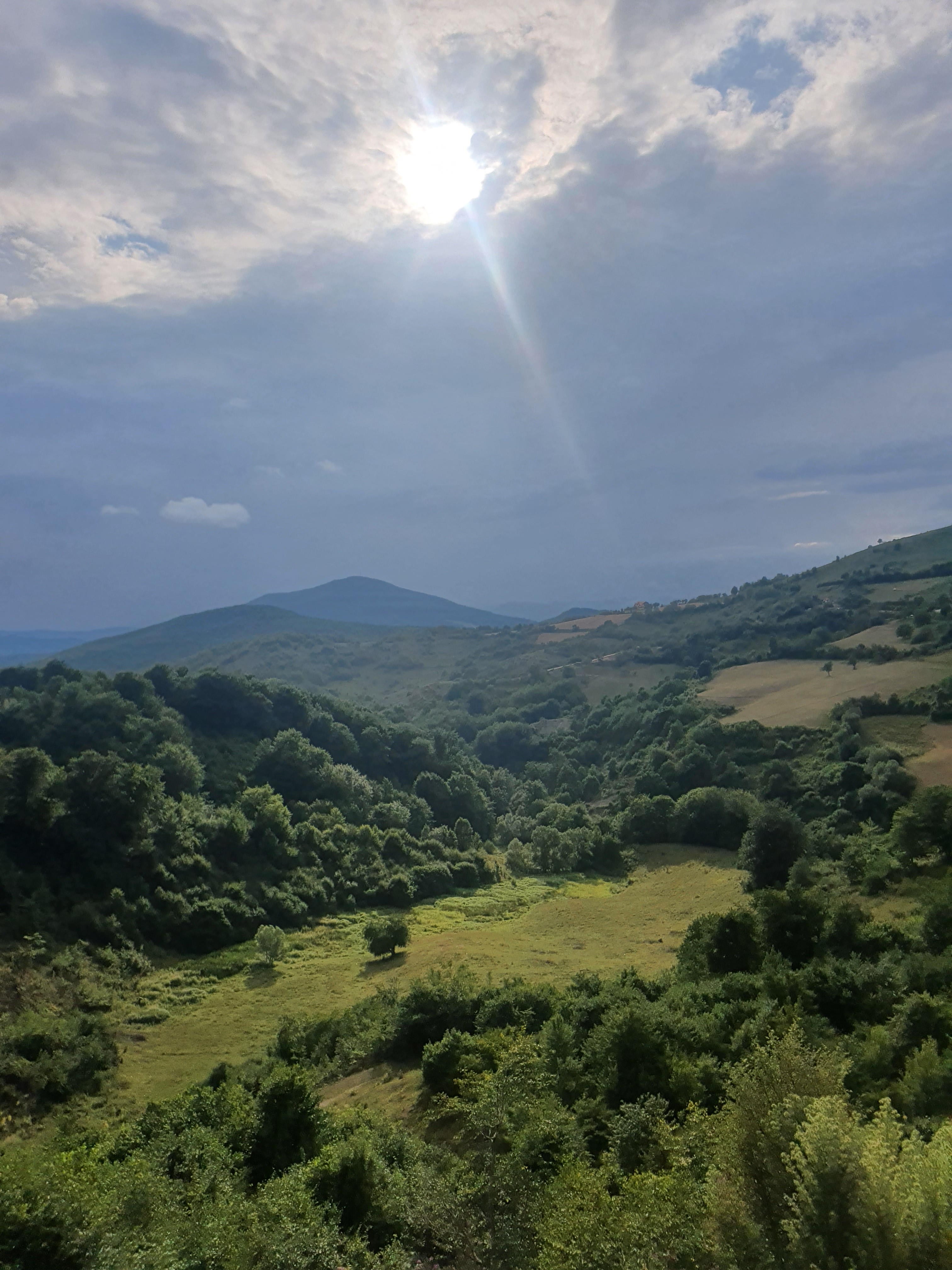
Byn Vidishiq.
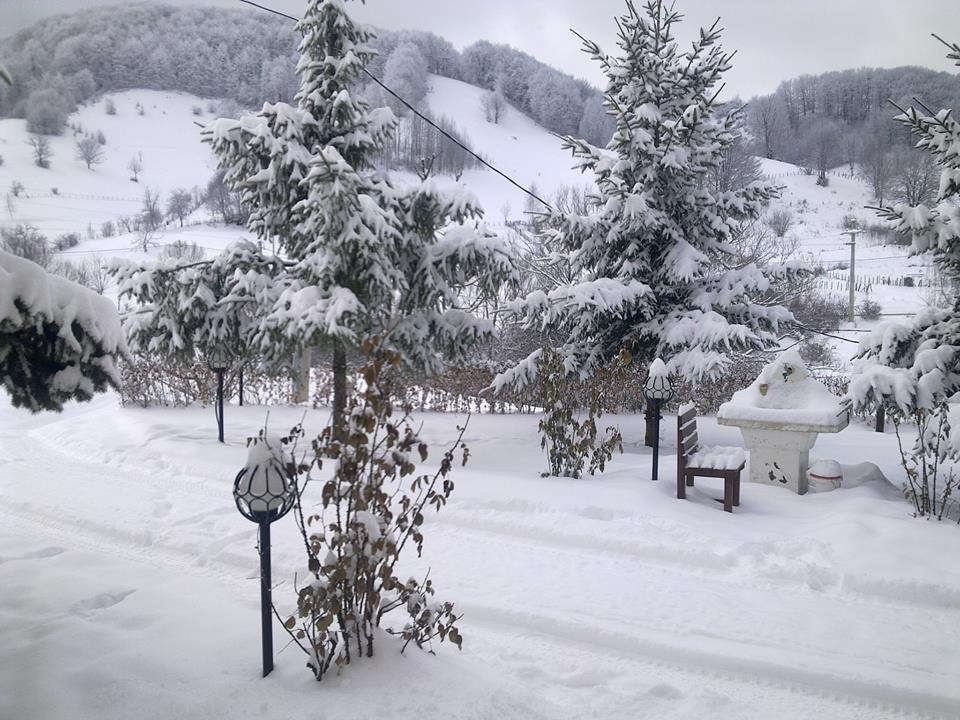
Byn Bare under vintern 2014.
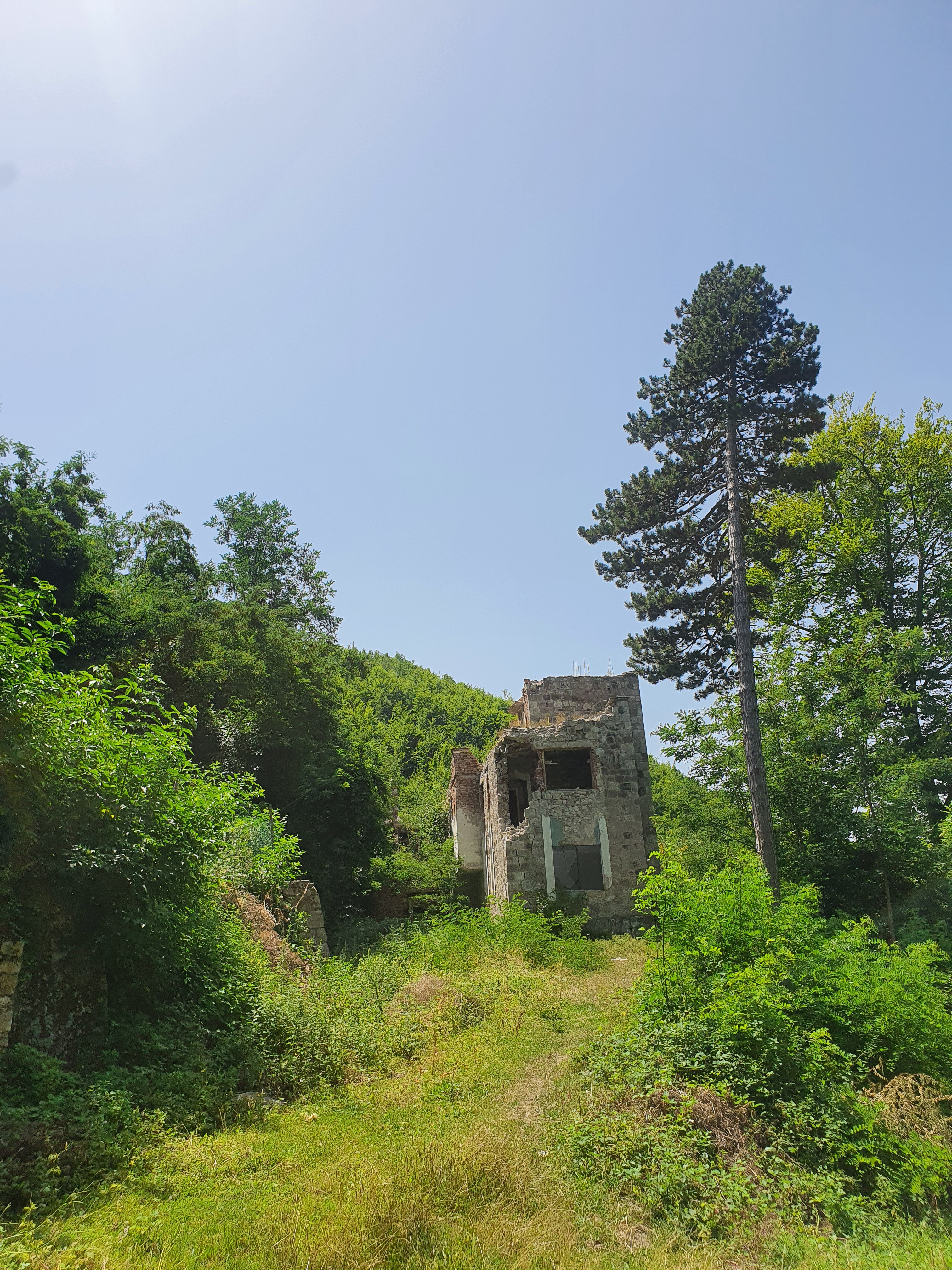
Gamla engelska hotellet i kolonia 2021.
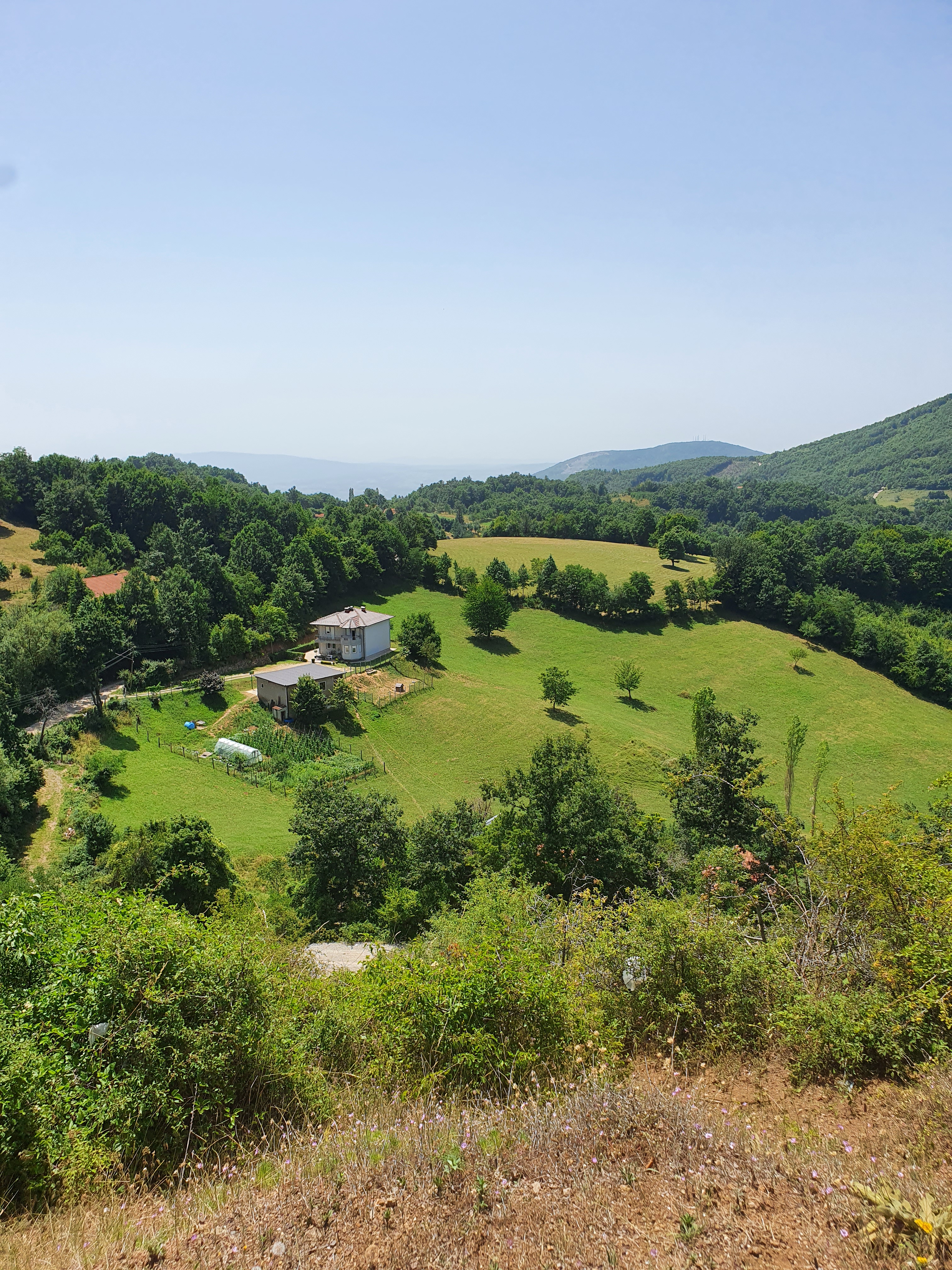
Byn Rashan 2021.